# Temporada 2020-2021 del Club Joventut Badalona
La temporada 2020-2021 és la 92a temporada del Club Joventut Badalona des de la seva fundació. La Penya disputà la seva 65a temporada a la màxima categoria del bàsquet espanyol, i tornà a participar en l'Eurocup per segona temporada consecutiva.

## Plantilla

### Primer equip
| Club Joventut Badalona: Plantilla 2020-21 |                      |            |      |                                  |                            |
| #                                         | Jugador              | Pos.       | A.p  | Club de procedència              | Temporades al primer equip |
| 0                                         | Nenad Dimitrijevic   | Base       | 1.90 | Joventut Badalona - Bàsquet Base | 5                          |
| 1                                         | Shawn Dawson         | Aler       | 1.97 | Bnei Hertzeliya                  | 3                          |
| 3                                         | Pep Busquets         | Escorta    | 1.97 | Joventut Badalona - Bàsquet Base | 2                          |
| 4                                         | Pau Ribas            | Escorta    | 1.94 | Barça                            | 4/1                        |
| 6                                         | Xabi López-Arostegui | Aler       | 2.00 | Joventut Badalona - Bàsquet Base | 5                          |
| 9                                         | Conor Morgan         | Aler pivot | 2.06 | Southland Sharks                 | 3                          |
| 10                                        | Vladimir Brodziansky | Aler pivot | 2.10 | Monbus Obradoiro                 | 1                          |
| 14                                        | Albert Ventura (C)   | Escorta    | 1.92 | Joventut Badalona - Bàsquet Base | 11                         |
| 20                                        | Ferran Bassas        | Base       | 1.81 | Hereda San Pablo Burgos          | 1/1                        |
| 35                                        | Arturs Zagars        | Base       | 1.90 | Joventut Badalona - Bàsquet Base | 1                          |
| 35                                        | Simon Birgander      | Pivot      | 2.09 | Clavijo Logroño                  | 4                          |
| 44                                        | Joel Parra           | Aler pivot | 2.02 | Joventut Badalona - Bàsquet Base | 2                          |
| 88                                        | Ante Tomić           | Pivot      | 2.17 | Barça                            | 1                          |

- El nom del jugador en negreta indica que el jugador ha passat pel Bàsquet Base
- El fons verd indica que el jugador s'ha incorporat al primer equip aquesta temporada

### Equip tècnic
| Club Joventut Badalona: Equip tècnic 2020-21 |                         |
| Jugador                                      | Funció                  |
| Carles Duran                                 | Entrenador              |
| José Angel Samaniego                         | Entrenador ajudant      |
| Pau Del Tio                                  | Entrenador ajudant      |
| Dani Miret                                   | Entrenador ajudant      |
| Adrià Delgado                                | Delegat                 |
| Dani Moreno                                  | Preparador físic        |
| Antoni Mora                                  | Cap dels Serveis Mèdics |
| Dídac Masvidal                               | Metge Primer Equip      |
| Albert Caballero                             | Fisioterapeuta          |
| Kevin Stirling                               | Fisioterapeuta          |
| Alex Martín                                  | Readaptador             |
| Idoia Pascalet                               | Analista Biomecànica    |
| Sergi Sánchez                                | Metge COT               |
| Javier Pinto                                 | Metge Diag. Imatge      |

### Jugadors vinculats
| Club Joventut Badalona: Jugadors vinculats 2020-21 |                    |            |      |                                                          |
| #                                                  | Jugador            | Pos.       | A.   | Participacions                                           |
| 12                                                 | Yannick Kraag      | Aler       | 2.02 | 2 partits (1 Lliga ACB + 1 Eurocup)                      |
| 13                                                 | Arnau Parrado      | Aler pivot | 2.04 | 11 partits (16 Lliga ACB + 7 Eurocup + 1 Lliga catalana) |
| 17                                                 | Kriss Helmanis     | Pivot      | 2.10 | 1 partit Eurocup                                         |
| 17                                                 | Miguel Malik Allen | Aler       | 2.03 | 2 partits a l'ACB                                        |
| 24                                                 | Roger Martí        | Base       | 1.80 | 1 partit ACB                                             |
| 55                                                 | Zsombor Maronka    | Aler       | 2.08 | 3 partits (2 Lliga ACB + 1 Eurocup)                      |

### Baixes
| Baixes durant la temporada |      |       |
| Jugador                    | Pos. | Destí |
| Demetrius Jackson          | Base |       |

| Baixes a l'inici de temporada |                      |                         |
| Jugador                       | Pos.                 | Destí                   |
| Trifón Poch                   | Entrenador assistent |                         |
| Pep Busquets                  | Escorta              | Bàsquet Girona (cessió) |
| Klemen Prepelič               | Escorta              | Valencia Basket         |
| Kerem Kanter                  | Aler pivot           | Kolossos Rodou B.C.     |
| Alen Omić                     | Pivot                | JL Bourg en Bresse      |
| Oliver Stević                 | Pivot                |                         |

## Competicions

### Lliga Catalana

#### Quadre
|  | Semifinals        | Semifinals    |    |               | Final             | Final |
|  |                   |               |    |               |                   |       |
|  | 4 de setembre     |               |    |               |                   |       |
|  | MoraBanc Andorra  | 77            |    |               |                   |       |
|  | Joventut Badalona | 75            |    |               |                   |       |
|  |                   |               |    |               |                   |       |
|  |                   |               |    |               | 6 de setembre     |       |
|  |                   |               |    |               | MoraBanc Andorra  | 85    |
|  |                   | Barça         | 84 |               |                   |       |
|  |                   |               |    |               |                   |       |
|  |                   |               |    |               |                   |       |
|  |                   |               |    |               | Llocs 3 i 4       |       |
|  | 4 de setembre     | 4 de setembre |    | 6 de setembre | 6 de setembre     |       |
|  | Barça             | 92            |    | BAXI Manresa  | 79                |       |
|  | BAXI Manresa      | 82            |    |               | Joventut Badalona | 93    |

#### Partits
| 4 de setembre de 2020   | MoraBanc Andorra                                          | '77'–75                                         | Joventut Badalona                                                                              | Barcelona                                                          |  |
| 18:30 (CEST) Semifinals | Puntuació per quart: 20–12, 19-19, 14–29, 24–15           | Puntuació per quart: 20–12, 19-19, 14–29, 24–15 | Puntuació per quart: 20–12, 19-19, 14–29, 24–15                                                |                                                                    |  |
|                         | Pts: Pérez 15 Rebs: Pérez 10 Asts: Hannah 7 Val: Pérez 20 | Informe                                         | Pts: Tomić 22 Rebs: Tomić 11 Asts: Dimitrijevic 2, Ribas 2, Ventura 2, Bassas 2, Val: Tomić 32 | Palau Blaugrana Àrbitres: Óscar Perea, Arnau Padrós, Alberto Baena |  |

| 6 de setembre de 2020                | BAXI Manresa                                                    | '79–93'                                         | Joventut Badalona                                               | Barcelona                                                                  |  |
| 16:30 (CEST) Partit pel 3r i 4t lloc | Puntuació per quart: 20-32, 12-13, 24-20, 23-28                 | Puntuació per quart: 20-32, 12-13, 24-20, 23-28 | Puntuació per quart: 20-32, 12-13, 24-20, 23-28                 |                                                                            |  |
|                                      | Pts: Eatherton 14 Rebs: Vaulet 5 Asts: Tabu 6 Val: Eatherton 15 | Informe                                         | Pts: Zagars 16 Rebs: Tomić 9 Asts: Dimitrijevic 6 Val: Tomić 23 | Palau Blaugrana Àrbitres: Arnau Padrós, Alberto Baena, Anna Maria Tortella |  |

### Lliga ACB

#### Evolució de la classificació
| Jornada  | 1 | 2 | 3 | 4 | 5 | 6 | 7 | 8 | 9 | 10 | 11 | 12 | 13 | 14 | 15 | 16 | 17 | 18 | 19 | 20 | 21 | 22 | 23 | 24 | 25 | 26 | 27 | 28 | 29 | 30 | 31 | 32 | 33 | 34 | 35 | 36 | 37 | 38 |
| -------- | - | - | - | - | - | - | - | - | - | -- | -- | -- | -- | -- | -- | -- | -- | -- | -- | -- | -- | -- | -- | -- | -- | -- | -- | -- | -- | -- | -- | -- | -- | -- | -- | -- | -- | -- |
| Estadi   | L | V | L | V | L | V | L | V | L | V  | L  | V  | L  | V  | V  | L  | L  | D  | V  | L  | V  | L  | V  | L  | V  | L  | V  | L  | V  | L  | D  | V  | L  | L  | V  | V  | L  | V  |
| Resultat | G | G | P | G | G | P | G | P | G | G  | P  | G  | G  | P  | P  | P  | G  | D  | P  | P  | G  | G  | G  | P  | G  | G  | P  | P  | G  | P  | D  | P  | G  | G  | P  | G  | G  | P  |
| Posició  | 4 | 2 | 8 | 7 | 5 | 7 | 6 | 7 | 5 | 5  | 6  | 6  | 5  | 5  | 6  | 8  | 7  | 7  | 7  | 7  | 7  | 7  | 7  | 7  | 7  | 7  | 7  | 7  | 7  | 7  | 7  | 7  | 7  | 7  | 7  | 7  | 7  | 7  |

- Font: Temporada 2020-2021 del Club Joventut Badalona#Competicions
- Estadi: L=Local; V=Visitant; D=Descansa
- Resultat: G=Guanyat; P=Perdut

El fons verd a la fila Posició indica si la posició a la classificació dona accés a Play-Offs

#### Partits

##### Primera volta
| 21 de setembre de 2020 | Joventut Badalona                                             | '81'–73                                         | Unicaja Málaga                                                  | Badalona |  |
| 20:30 (CEST) Jornada 1 | Puntuació per quart: 15–22, 22–17, 21–12, 23–22               | Puntuació per quart: 15–22, 22–17, 21–12, 23–22 | Puntuació per quart: 15–22, 22–17, 21–12, 23–22                 | |  |
|                        | Pts: Tomić 17 Rebs: Bassas 9 Asts: Bassas 6 Val: Birgander 24 | Informe                                         | Pts: Bouteille 15 Rebs: Gerun 6 Asts: Mekel 7 Val: Bouteille 21 | Palau Municipal d'Esports de Badalona Espectadors: 0 assistents Àrbitres: Jordi Aliaga, Alberto Sánchez, Alfonso Olivares |  |

| 25 de setembre de 2020 | Coosur Real Betis                                           | '57–78'                                        | Joventut Badalona                                                      | Sevilla |  |
| 20:00 (CEST) Jornada 2 | Puntuació per quart: 19–21, 14–14, 9–27, 15–16              | Puntuació per quart: 19–21, 14–14, 9–27, 15–16 | Puntuació per quart: 19–21, 14–14, 9–27, 15–16                         | |  |
|                        | Pts: Ouattara 10 Rebs: Kay 11 Asts: Campbell 11 Val: Kay 18 | Informe                                        | Pts: Birgander 13 Rebs: Tomić 8 Asts: Dimitrijevic 7 Val: Birgander 17 | Palacio Municipal de Deportes San Pablo Espectadors: 0 assistents Àrbitres: Óscar Perea, Sergio Manuel, Cristóbal Sánchez |  |

| 27 de setembre de 2020 | Joventut Badalona                                                                                         | '64–87'                                        | Real Madrid                                                                | Badalona |  |
| 18:00 (CEST) Jornada 3 | Puntuació per quart: 9–20, 14–22, 12–21, 29–24                                                            | Puntuació per quart: 9–20, 14–22, 12–21, 29–24 | Puntuació per quart: 9–20, 14–22, 12–21, 29–24                             | |  |
|                        | Pts: López-Arostegui 12 Rebs: López-Arostegui 5, Bassas 5, Parra 5 Asts: Bassas 5 Val: López-Arostegui 15 | Informe                                        | Pts: Laprovittola 22 Rebs: Tavares 8 Asts: Campazzo 7 Val: Laprovittola 31 | Palau Municipal d'Esports de Badalona Espectadors: 0 assistents Àrbitres: Yasmina Alcaraz, Martin Caballero, Daniel Hierrezuelo |  |

| 3 d'octubre de 2020    | MoraBanc Andorra                                                   | '87–89'                                         | Joventut Badalona                                       | Andorra la Vella                                                                                         |  |
| 20:45 (CEST) Jornada 4 | Puntuació per quart: 23–19, 22-23, 14–22, 28–25                    | Puntuació per quart: 23–19, 22-23, 14–22, 28–25 | Puntuació per quart: 23–19, 22-23, 14–22, 28–25         | |  |
|                        | Pts: Senglin 19 Rebs: Dime 9 Asts: Paulí 3, Hannah 3 Val: Pérez 25 | Informe                                         | Pts: Tomić 19 Rebs: Tomić 9 Asts: Ribas 8 Val: Tomić 30 | Poliesportiu d'Andorra Espectadors: 0 assistents Àrbitres: David Sánchez, Francisco Araña, Carlos Peruga |  |

| 11 d'octubre de 2020   | Joventut Badalona                                          | '88'–81                                         | RETAbet Bilbao                                                       | Badalona |  |
| 12:30 (CEST) Jornada 5 | Puntuació per quart: 33–18, 19–23, 16–23, 20–17            | Puntuació per quart: 33–18, 19–23, 16–23, 20–17 | Puntuació per quart: 33–18, 19–23, 16–23, 20–17                      | |  |
|                        | Pts: Ventura 15 Rebs: Morgan 7 Asts: Ribas 6 Val: Ribas 21 | Informe                                         | Pts: Zyskowski 19 Rebs: Balvin 7 Asts: Rousselle 8 Val: Zyskowski 20 | Palau Municipal d'Esports de Badalona Espectadors: 0 assistents Àrbitres: Jacobo Rial, Vicente Bultó, Antonio Conde |  |

| 17 d'octubre de 2020   | Iberostar Tenerife                                                        | '86'–82                                         | Joventut Badalona                                         | San Cristóbal de La Laguna |  |
| 20:45 (CEST) Jornada 6 | Puntuació per quart: 22–22, 21–21, 26–24, 17–15                           | Puntuació per quart: 22–22, 21–21, 26–24, 17–15 | Puntuació per quart: 22–22, 21–21, 26–24, 17–15           | |  |
|                        | Pts: Shermadini 16 Rebs: Cavanaugh 5 Asts: Fitipaldo 5 Val: Shermadini 25 | Informe                                         | Pts: Tomić 18 Rebs: Tomić 11 Asts: Ribas 35 Val: Tomić 17 | Pabellón de Deportes de Tenerife Santiago Martín Espectadors: 0 assistents Àrbitres: Andrés Fernández, Jorge Martínez, Emilio Pérez |  |

| 24 d'octubre de 2020   | Joventut Badalona                                                    | '83'–82                                         | TD Systems Bk                                            | Badalona |  |
| 20:45 (CEST) Jornada 7 | Puntuació per quart: 26–19, 21–13, 15–21, 21–29                      | Puntuació per quart: 26–19, 21–13, 15–21, 21–29 | Puntuació per quart: 26–19, 21–13, 15–21, 21–29          | |  |
|                        | Pts: Tomić 23 Rebs: López-Arostegui 11 Asts: Bassas 9 Val: Bassas 28 | Informe                                         | Pts: Henry 24 Rebs: Fall 7 Asts: Vildoza 4 Val: Henry 24 | Palau Municipal d'Esports de Badalona Espectadors: 0 assistents Àrbitres: Alberto Baena, Sergio Manuel, Juan Carlos García |  |

| 30 d'octubre de 2020   | Urbas Fuenlabrada                                                                                  | '93'–84                                         | Joventut Badalona                                            | Fuenlabrada                                        |  |
| 21:15 (CEST) Jornada 8 | Puntuació per quart: 23-23, 25-25, 24-17, 21-19                                                    | Puntuació per quart: 23-23, 25-25, 24-17, 21-19 | Puntuació per quart: 23-23, 25-25, 24-17, 21-19              |                                                    |  |
|                        | Pts: Dimitrijevic 15 Rebs: López-Arostegui 6, Parra 6 Asts: Dimitrijevic 5 Val: López-Arostegui 16 | Informe                                         | Pts: Eyenga 20 Rebs: Stević 8 Asts: Trimble 6 Val: Eyenga 24 | Pabellón Fernando Martín Espectadors: 0 assistents |  |

| 15 de novembre de 2020 | Joventut Badalona                                                            | '97'–70                                         | Movistar Estudiantes                                                 | Badalona |  |
| 16:00 (CEST) Jornada 9 | Puntuació per quart: 26-15, 25-18, 23-20, 23-17                              | Puntuació per quart: 26-15, 25-18, 23-20, 23-17 | Puntuació per quart: 26-15, 25-18, 23-20, 23-17                      | |  |
|                        | Pts: Brodziansky 17, Tomić 17 Rebs: Tomić 8 Asts: Bassas 7 Val: Birgander 21 | Informe                                         | Pts: Avramovic 18 Rebs: Vicedo 4 Asts: Avramovic 3 Val: Avramovic 20 | Palau Municipal d'Esports de Badalona Espectadors: 0 assistents Àrbitres: Fabio Fernández, Juan de Dios Oyón, Juan Carlos García |  |

| 17 de desembre de 2020  | Monbus Obradoiro                                                         | '83–87'                                         | Joventut Badalona                                                                         | Santiago de Compostel·la |  |
| 20:30 (CEST) Jornada 10 | Puntuació per quart: 17-21, 15-19, 27-15, 24-32                          | Puntuació per quart: 17-21, 15-19, 27-15, 24-32 | Puntuació per quart: 17-21, 15-19, 27-15, 24-32                                           |                          |  |
|                         | Pts: Robertson 14 Rebs: Birutis 6 Asts: Muñoz 4, Pozas 4 Val: Birutis 18 | Informe                                         | Pts: Ribas 20 Rebs: López-Arostegui 5, Brodziansky 5, Tomić 5 Asts: Ribas 6 Val: Ribas 24 | Multiusos Fontes do Sar  |  |

| 4 de gener de 2021      | Joventut Badalona                                                   | '80–91'                                         | Valencia Basket                                                                                        | Badalona |  |
| 21:15 (CEST) Jornada 11 | Puntuació per quart: 17-19, 19-25, 14-27, 30-20                     | Puntuació per quart: 17-19, 19-25, 14-27, 30-20 | Puntuació per quart: 17-19, 19-25, 14-27, 30-20                                                        | |  |
|                         | Pts: Tomić 15 Rebs: Brodziansky 6 Asts: Ventura 5 Val: Birgander 16 | Informe                                         | Pts: Tobey 15, Sastre 15 Rebs: Labeyrie 9 Asts: Prepelič 4, Labeyrie 4, Van Rossom 4, Val: Labeyrie 19 | Palau Municipal d'Esports de Badalona Espectadors: 0 assistents Àrbitres: Carlos Cortés, Jorge Martínez, David Sánchez |  |

| 22 de novembre de 2020  | Acunsa GBC                                                     | '68–99'                                         | Joventut Badalona                                                        | Donostia |  |
| 12:30 (CEST) Jornada 12 | Puntuació per quart: 15-22, 13-27, 14-24, 25-26                | Puntuació per quart: 15-22, 13-27, 14-24, 25-26 | Puntuació per quart: 15-22, 13-27, 14-24, 25-26                          | |  |
|                         | Pts: Echenique 21 Rebs: Okouo 8 Asts: Oroz 4 Val: Echenique 23 | Informe                                         | Pts: Brodziansky 23 Rebs: Birgander 7 Asts: Bassas 9 Val: Brodziansky 31 | Donostia Arena 2016 Espectadors: 0 assistents Àrbitres: Roberto Lucas, Juan de Dios Oyón, Fernando Calatrava |  |

| 5 de desembre de 2020   | Joventut Badalona                                                                      | '88'–81                                         | Casademont Zaragoza                                     | Badalona |  |
| 20:45 (CEST) Jornada 13 | Puntuació per quart: 17-17, 22-27, 24-19, 25-18                                        | Puntuació per quart: 17-17, 22-27, 24-19, 25-18 | Puntuació per quart: 17-17, 22-27, 24-19, 25-18         | |  |
|                         | Pts: López-Arostegui 28 Rebs: López-Arostegui 9 Asts: Bassas 8 Val: López-Arostegui 39 | Informe                                         | Pts: Ennis 24 Rebs: Ennis 7 Asts: Ennis 3 Val: Ennis 25 | Palau Municipal d'Esports de Badalona Espectadors: 0 assistents Àrbitres: Jordi Aliaga, Rafael Serrano, Cristóbal Sánchez |  |

| 12 de desembre de 2020  | BAXI Manresa                                                    | '85'–80                                         | Joventut Badalona                                       | Manresa |  |
| 18:00 (CEST) Jornada 14 | Puntuació per quart: 19-21, 17-14, 23-27, 26-18                 | Puntuació per quart: 19-21, 17-14, 23-27, 26-18 | Puntuació per quart: 19-21, 17-14, 23-27, 26-18         | |  |
|                         | Pts: Eatherton 18 Rebs: Jou 12 Asts: Pérez 10 Val: Eatherton 18 | Informe                                         | Pts: Ribas 15 Rebs: Tomić 6 Asts: Ribas 5 Val: Tomić 19 | Pavelló Nou Congost Espectadors: 0 assistents Àrbitres: Juan Carlos García, Alberto Sánchez, Esperanza Mendoza |  |

| 20 de desembre de 2020  | Barça                                                       | '88'–74                                         | Joventut Badalona | Barcelona                                                                                               |  |
| 18:30 (CEST) Jornada 15 | Puntuació per quart: 13-12, 26-17, 33-27, 16-18             | Puntuació per quart: 13-12, 26-17, 33-27, 16-18 | Puntuació per quart: 13-12, 26-17, 33-27, 16-18                                                                              | |  |
|                         | Pts: Hanga 18 Rebs: Oriola 6 Asts: Calathes 7 Val: Hanga 24 | Informe                                         | Pts: López-Arostegui 13 Rebs: López-Arostegui 4, Morgan 4, Ventura 4, Parra 4, Tomić 4 Asts: Ribas 4 Val: López-Arostegui 15 | Palau Blaugrana Espectadors: 0 assistents Àrbitres: Daniel Hierrezuelo, Martín Caballero, Iyán González |  |

| 27 de desembre de 2020  | Joventut Badalona                                            | '78–95'                                         | Hereda San Pablo Burgos                                      | Badalona |  |
| 12:00 (CEST) Jornada 16 | Puntuació per quart: 22-16, 19-21, 18-31, 19-27              | Puntuació per quart: 22-16, 19-21, 18-31, 19-27 | Puntuació per quart: 22-16, 19-21, 18-31, 19-27              | |  |
|                         | Pts: Ventura 13 Rebs: Morgan 8 Asts: Bassas 6 Val: Bassas 19 | Informe                                         | Pts: Rivero 25 Rebs: Rivero 8 Asts: Renfroe 5 Val: Rivero 37 | Palau Municipal d'Esports de Badalona Espectadors: 0 assistents Àrbitres: Miguel Ángel Pérez, Francisco Araña, Joaquín García |  |

| 23 de desembre de 2020  | Joventut Badalona                                                                                         | '104'–93                                        | UCAM Murcia                                                      | Badalona |  |
| 18:30 (CEST) Jornada 17 | Puntuació per quart: 26-22, 30-21, 28-24, 20-26                                                           | Puntuació per quart: 26-22, 30-21, 28-24, 20-26 | Puntuació per quart: 26-22, 30-21, 28-24, 20-26                  | |  |
|                         | Pts: Bassas 25, López-Arostegui 25 Rebs: Ventura 7 Asts: Dimitrijevic 4, Ribas 4, Bassas 4 Val: Bassas 27 | Informe                                         | Pts: Frankamp 21 Rebs: Lima 13 Asts: Frankamp 6 Val: Frankamp 19 | Palau Municipal d'Esports de Badalona Espectadors: 0 assistents Àrbitres: Fernando Calatrava, Raúl Zamorano, Jacobo Rial |  |

| 10 de gener de 2021     | Herbalife Gran Canaria                                      | '96'–85                                         | Joventut Badalona                                                                   | Las Palmas de Gran Canaria                                                                         |  |
| 13:00 (CEST) Jornada 19 | Puntuació per quart: 26-22, 30-21, 28-24, 20-26             | Puntuació per quart: 26-22, 30-21, 28-24, 20-26 | Puntuació per quart: 26-22, 30-21, 28-24, 20-26                                     | |  |
|                         | Pts: Stević 15 Rebs: Shurna 6 Asts: Albicy 8 Val: Albicy 19 | Informe                                         | Pts: López-Arostegui 14, Brodziansky 14 Rebs: Morgan 7 Asts: Bassas 9 Val: Tomić 22 | Gran Canaria Arena Espectadors: 0 assistents Àrbitres: Antonio Conde, Alberto Sánchez, Jacobo Rial |  |

##### Segona volta
| 16 de gener de 2021     | Joventut Badalona | '90–94'                                         | Acunsa GBC                                                             | Badalona |  |
| 20:45 (CEST) Jornada 20 | Puntuació per quart: 19-18, 25-32, 28-24, 18-20                                                                                              | Puntuació per quart: 19-18, 25-32, 28-24, 18-20 | Puntuació per quart: 19-18, 25-32, 28-24, 18-20                        | |  |
|                         | Pts: López-Arostegui 24 Rebs: Dimitrijevic 4, Dawson 4, López-Arostegui 4, Birgander 4, Tomić 4 Asts: Dimitrijevic 4 Val: López-Arostegui 28 | Informe                                         | Pts: Carlson 20 Rebs: Tomàs 7 Asts: Faggiano 4, Oroz 4 Val: Carlson 24 | Palau Municipal d'Esports de Badalona Espectadors: 0 assistents Àrbitres: Daniel Hierrezuelo, Sergio Manuel, Fabio Fernández |  |

| 17 de març de 2021      | Movistar Estudiantes                                                             | '83–90'                                         | Joventut Badalona                                                                            | Madrid |  |
| 17:30 (CEST) Jornada 21 | Puntuació per quart: 23-27, 20-24, 21-18, 19-21                                  | Puntuació per quart: 23-27, 20-24, 21-18, 19-21 | Puntuació per quart: 23-27, 20-24, 21-18, 19-21                                              | |  |
|                         | Pts: Avramovic 14, Arteaga 14 Rebs: Arteaga 8 Asts: Roberson 5 Val: Avramovic 20 | Informe                                         | Pts: López-Arostegui 16, Brodziansky 16 Rebs: Tomić 6 Asts: Bassas 8 Val: López-Arostegui 20 | Palau d'Esports de la Comunitat de Madrid Espectadors: 0 assistents Àrbitres: Dainel Hierrezuelo, Sergio Manuel, Fabio Fernández |  |

| 30 de gener de 2021     | Joventut Badalona                                                                              | '80'–75                                          | Urbas Fuenlabrada                                                          | Badalona |  |
| 18:00 (CEST) Jornada 22 | Puntuació per quart: 19-14, 12-14, 27-27, '22-20                                               | Puntuació per quart: 19-14, 12-14, 27-27, '22-20 | Puntuació per quart: 19-14, 12-14, 27-27, '22-20                           | |  |
|                         | Pts: López-Arostegui 18 Rebs: López-Arostegui 7, Tomić 7 Asts: Ribas 7 Val: López-Arostegui 26 | Informe                                          | Pts: Novak 17 Rebs: Alexander 8 Asts: Emegano 4, Novak 4 Val: Alexander 21 | Palau Municipal d'Esports de Badalona Espectadors: 0 assistents Àrbitres: Fernando Calatrava, Vicente Bultó, Iyán González |  |

| 7 de febrer de 2021     | UCAM Murcia                                                                   | '84–91'                                         | Joventut Badalona                                                 | Múrcia                                                                                                |  |
| 18:30 (CEST) Jornada 23 | Puntuació per quart: 21-22, 21-22, 21-24, 21-23                               | Puntuació per quart: 21-22, 21-22, 21-24, 21-23 | Puntuació per quart: 21-22, 21-22, 21-24, 21-23                   | |  |
|                         | Pts: Radovic 18 Rebs: Webb 5, Rojas 5 Asts: Davis 4, Bellas 4 Val: Radovic 17 | Informe                                         | Pts: Tomić 18 Rebs: Tomić 9 Asts: Bassas 5, Tomić 5 Val: Tomić 28 | Palacio de Deportes Espectadors: 0 assistents Àrbitres: Antonio Conde, Francisco Araña, Alberto Baena |  |

| 28 de febrer de 2021    | Joventut Badalona                                         | '62–80'                                        | Barça                                                          | Badalona |  |
| 18:30 (CEST) Jornada 24 | Puntuació per quart: 12-23, 20-22, 6-20, 24-15            | Puntuació per quart: 12-23, 20-22, 6-20, 24-15 | Puntuació per quart: 12-23, 20-22, 6-20, 24-15                 | |  |
|                         | Pts: Bassas 15 Rebs: Tomić 8 Asts: Ribas 5 Val: Bassas 19 | Informe                                        | Pts: Mirotić 21 Rebs: Claver 6 Asts: Higgins 5 Val: Mirotić 27 | Palau Municipal d'Esports de Badalona Espectadors: 0 assistents Àrbitres: Miguel Ángel Pérez, Raúl Zamorano, Yasmina Alcaraz |  |

| 6 de març de 2021       | Casademont Zaragoza                                                      | '95–100'                                        | Joventut Badalona                                                                   | Saragossa |  |
| 18:30 (CEST) Jornada 25 | Puntuació per quart: 19-19, 30-29, 19-24, 27-28                          | Puntuació per quart: 19-19, 30-29, 19-24, 27-28 | Puntuació per quart: 19-19, 30-29, 19-24, 27-28                                     | |  |
|                         | Pts: Harris 21, Wiley 21 Rebs: Wiley 10 Asts: San Miguel 5 Val: Wiley 27 | Informe                                         | Pts: Tomić 24 Rebs: López-Arostegui 11 Asts: Dimitrijevic 5, Bassas 5 Val: Tomić 29 | Pabellón Principe Felipe Espectadors: 0 assistents Àrbitres: Fernando Calatrava, Javier Torres, Carlos Merino |  |

| 13 de març de 2021      | Joventut Badalona                                                           | '91'–84                                         | Monbus Obradoiro                                                                   | Badalona |  |
| 18:00 (CEST) Jornada 26 | Puntuació per quart: 30-25, 23-16, 24-22, 14-21                             | Puntuació per quart: 30-25, 23-16, 24-22, 14-21 | Puntuació per quart: 30-25, 23-16, 24-22, 14-21                                    | |  |
|                         | Pts: López-Arostegui 22 Rebs: Tomić 8 Asts: Ribas 7 Val: López-Arostegui 27 | Informe                                         | Pts: Robertson 18 Rebs: Cohen 6, Czerapowicz 6 Asts: Robertson 6 Val: Robertson 22 | Palau Municipal d'Esports de Badalona Espectadors: 0 assistents Àrbitres: Juan Carlos García, Jorge Martínez, Andrés Fernández |  |

| 16 d'abril de 2021      | Hereda San Pablo Burgos                                   | '86'–78                                         | Joventut Badalona                                                                         | Burgos                                                                                           |  |
| 18:30 (CEST) Jornada 27 | Puntuació per quart: 18-25, 26-10, 24-25, 18-18           | Puntuació per quart: 18-25, 26-10, 24-25, 18-18 | Puntuació per quart: 18-25, 26-10, 24-25, 18-18                                           |                                                                                                  |  |
|                         | Pts: Rivero 22 Rebs: Horton 7 Asts: Cook 5 Val: Rivero 23 | Informe                                         | Pts: Dimitrijevic 16 Rebs: Tomić 13 Asts: Dimitrijevic 5, Bassas 5, Tomić 5 Val: Tomić 22 | Coliseum Burgos Espectadors: 0 assistents Àrbitres: Carlos Cortés, Vicente Bultó, Joaquín García |  |

| 28 de març de 2021      | Joventut Badalona                                                  | '78–88'                                        | Coosur Real Betis                                                        | Badalona |  |
| 17:00 (CEST) Jornada 28 | Puntuació per quart: 9-20, 24-24, 25-25, 20-19                     | Puntuació per quart: 9-20, 24-24, 25-25, 20-19 | Puntuació per quart: 9-20, 24-24, 25-25, 20-19                           | |  |
|                         | Pts: Ribas 30 Rebs: Ribas 4, Tomić 4 Asts: Bassas 10 Val: Ribas 39 | Informe                                        | Pts: Feldeine 25 Rebs: Youssou Ndoye 6 Asts: Feldeine 5 Val: Feldeine 30 | Palau Municipal d'Esports de Badalona Espectadors: 0 assistents Àrbitres: Fernando Calatrava, Martín Caballero, Vicente Martínez |  |

| 4 d'abril de 2021       | Valencia Basket                                                                                  | '89–102'                                        | Joventut Badalona                                              | València |  |
| 17:00 (CEST) Jornada 29 | Puntuació per quart: 21-24, 22-23, 19-24, 27-31                                                  | Puntuació per quart: 21-24, 22-23, 19-24, 27-31 | Puntuació per quart: 21-24, 22-23, 19-24, 27-31                | |  |
|                         | Pts: Labeyrie 13, Van Rossom 13 Rebs: Dubljević 7 Asts: Van Rossom 5, Vives 5 Val: Van Rossom 16 | Informe                                         | Pts: Ribas 17 Rebs: Tomić 6 Asts: Dimitrijevic 7 Val: Ribas 20 | Pavelló Font de Sant Lluís Espectadors: 0 assistents Àrbitres: Jordi Aliaga, Luis Miguel Castillo, Esperanza Mendoza |  |

| 10 d'abril de 2021      | Joventut Badalona                                              | '84–103'                                        | Herbalife Gran Canaria                                                         | Badalona |  |
| 20:45 (CEST) Jornada 30 | Puntuació per quart: 17-29, 17-26, 34-17, 16-31                | Puntuació per quart: 17-29, 17-26, 34-17, 16-31 | Puntuació per quart: 17-29, 17-26, 34-17, 16-31                                | |  |
|                         | Pts: Tomić 19 Rebs: Tomić 7 Asts: Dimitrijevic 6 Val: Tomić 26 | Informe                                         | Pts: Kilpatrick 20 Rebs: Okoye 8, Oliver Stević 8 Asts: Okoye 5 Val: Stević 22 | Palau Municipal d'Esports de Badalona Espectadors: 0 assistents Àrbitres: Óscar Perea, Jorge Martínez, Fabio Fernández |  |

| 18 d'abril de 2021      | Real Madrid                                                 | '101'–92                                        | Joventut Badalona                                          | Madrid |  |
| 18:30 (CEST) Jornada 32 | Puntuació per quart: 18-24, 26-23, 21-25, 36-20             | Puntuació per quart: 18-24, 26-23, 21-25, 36-20 | Puntuació per quart: 18-24, 26-23, 21-25, 36-20            | |  |
|                         | Pts: Llull 15 Rebs: Garuba 12 Asts: Abalde 7 Val: Garuba 24 | Informe                                         | Pts: Ribas 20 Rebs: Parra 10 Asts: Bassas 7 Val: Morgan 17 | Palau d'Esports de la Comunitat de Madrid Espectadors: 0 assistents Àrbitres: Fernando Calatrava, Alberto Baena, Alfonso Olivares |  |

| 24 d'abril de 2021      | Joventut Badalona                                                                         | '90'–85                                         | Iberostar Tenerife                                                                       | Badalona |  |
| 20:45 (CEST) Jornada 33 | Puntuació per quart: 16-17, 28-19, 23-28, 23-21                                           | Puntuació per quart: 16-17, 28-19, 23-28, 23-21 | Puntuació per quart: 16-17, 28-19, 23-28, 23-21                                          | |  |
|                         | Pts: Dimitrijevic 23 Rebs: Tomić 6 Asts: Bassas 4, Tomić 4 Val: Dimitrijevic 23, Tomić 23 | Informe                                         | Pts: Shermadini 17 Rebs: Shermadini 5, Doornekamp 5 Asts: Fitipaldo 8 Val: Shermadini 20 | Palau Municipal d'Esports de Badalona Espectadors: 0 assistents Àrbitres: Antonio Conde, Raúl Zamorano, Andrés Fernández |  |

| 28 d'abril de 2021      | Joventut Badalona                                                          | '96'–68                                         | BAXI Manresa                                                          | Badalona                                                                                                  |  |
| 21:15 (CEST) Jornada 34 | Puntuació per quart: 21-17, 15-12, 29-16, 31-23                            | Puntuació per quart: 21-17, 15-12, 29-16, 31-23 | Puntuació per quart: 21-17, 15-12, 29-16, 31-23                       | |  |
|                         | Pts: Dimitrijevic 14 Rebs: Birgander 10 Asts: Dimitrijevic 4 Val: Tomić 20 | Informe                                         | Pts: Eatherton 18 Rebs: Eatherton 9 Asts: Ferrari 5 Val: Eatherton 21 | Palau Municipal d'Esports de Badalona Àrbitres: Juan Carlos Garcia, Luis Miguel Castillo, Yasmina Alcaraz |  |

| 1 de maig de 2021       | Unicaja                                                            | '102'–93                                                           | Joventut Badalona                                                            | Màlaga |  |
| 20:45 (CEST) Jornada 35 | Puntuació per quart: 23-18, 21-20, 25-15, 15-31, Temps extra: 18-9 | Puntuació per quart: 23-18, 21-20, 25-15, 15-31, Temps extra: 18-9 | Puntuació per quart: 23-18, 21-20, 25-15, 15-31, Temps extra: 18-9           | |  |
|                         | Pts: Brizuela 30 Rebs: Thomas 8 Asts: Brizuela 6 Val: Brizuela 30  | Informe                                                            | Pts: Dimitrijevic 27 Rebs: Tomić 9 Asts: Dimitrijevic 8 Val: Dimitrijevic 30 | José María Martín Carpena Espectadors: 0 assistents Àrbitres: Emilio Pérez, Martín Caballero, Vicente Martínez |  |

| 11 de maig de 2021      | TD Systems Bk                                                             | '71–79'                                         | Joventut Badalona                                              | Gasteiz |  |
| 20:45 (CEST) Jornada 36 | Puntuació per quart: 16-15, 16-25, 19-19, 20-20                           | Puntuació per quart: 16-15, 16-25, 19-19, 20-20 | Puntuació per quart: 16-15, 16-25, 19-19, 20-20                | |  |
|                         | Pts: Polonara 22 Rebs: Sedekerskis 8 Asts: Sedekerskis 3 Val: Polonara 26 | Informe                                         | Pts: Ribas 17 Rebs: Tomić 6 Asts: Bassas 6 Val: Brodziansky 21 | Fernando Buesa Arena Espectadors: 0 assistents Àrbitres: Daniel Hierrezuelo, Jorge Martínez, Iyán González |  |

| 20 de maig de 2021     | Joventut Badalona                                                                                            | '99'–92                                         | MoraBanc Andorra                                             | Badalona |  |
| 18:30 (CEST Jornada 37 | Puntuació per quart: 22-15, 22-21, 33-29, 22-27                                                              | Puntuació per quart: 22-15, 22-21, 33-29, 22-27 | Puntuació per quart: 22-15, 22-21, 33-29, 22-27              | |  |
|                        | Pts: Brodziansky 15, Ventura 15 Rebs: Morgan 5, Brodziansky 5 Asts: Dimitrijevic 7 Val: Ribas 20, Ventura 20 |                                                 | Pts: García 15 Rebs: Parakhouski 6 Asts: Hannah 5 Val: Sy 18 | Palau Municipal d'Esports de Badalona Espectadors: 0 assistents Àrbitres: Antonio Conde, Arnau Padrós, Alfonso Olivares |  |

| 23 de maig de 2021     | RETAbet Bilbao                                                    | '94'–73                                         | Joventut Badalona                                                     | Bilbo                                                                                        |  |
| 12:30 (CEST Jornada 38 | Puntuació per quart: 15-19, 26-11, 34-14, 19-29                   | Puntuació per quart: 15-19, 26-11, 34-14, 19-29 | Puntuació per quart: 15-19, 26-11, 34-14, 19-29                       |                                                                                              |  |
|                        | Pts: Jenkins 13 Rebs: Balvin 8 Asts: Hakanson 7 Val: Athinaiou 17 | Informe                                         | Pts: Brodziansky 24 Rebs: Dawson 5 Asts: Bassas 6 Val: Brodziansky 31 | Bilbao Arena Espectadors: 0 assistents Àrbitres: Emilio Pérez, Vicente Bultó, Joaquín García |  |

### Eurocup

#### Fase de Grups

##### Sorteig
El sorteig se celebrà el 10 de juliol a la seu de l'Eurolliga a Barcelona. El sorteig repartí 24 clubs en 4 grups de 6 equips i d'aquí també partiren els encreuaments del TOP 16 amb els 4 millors classificats de cada grup. 

La restricció que tenia el sorteig era que dos equips de la mateixa competició estatal no es podien trobar en el mateix grup de la Fase Regular (A excepció de si hi hi haguessin 5 equips d'una mateixa competició, que no fou el cas).

Els equips de cada nivell foren:
| Equip                     | Punts |
| ------------------------- | ----- |
| Promitheas Patras         | 135   |
| Unicaja Málaga            | 111   |
| UNICS Kazan               | 106   |
| Lokomotiv Kuban Krasnodar | 99    |

| Equip                    | Punts |
| ------------------------ | ----- |
| Budocnost VOLI Podgorica | 82    |
| MoraBanc Andorra         | 78    |
| Herbalife Gran Canaria   | 73    |
| Joventut Badalona        | 73    |

| Equip                  | Punts |
| ---------------------- | ----- |
| Maccabi Rishion Lezion | 70    |
| Lietkabelis Panevezys  | 69    |
| Partizan NIS Belgrade  | 67    |
| Dolmiti Energia Trento | 62    |

| Equip                       | Punts |
| --------------------------- | ----- |
| Cedevita Olimpija Ljubljana | 60    |
| Virtus Segafredo Bologna    | 58    |
| Umaya Reyer Venice          | 58    |
| Germani Brescia             | 58    |

| Equip                      | Punts |
| -------------------------- | ----- |
| AS Monaco                  | 57    |
| Frutti Extra Bursaspor     | 53    |
| Bahcesehir Koleji Istanbul | 53    |
| ratiopharm Ulm             | 49    |

| Equip                     | Punts |
| ------------------------- | ----- |
| Nanterre 92               | 47    |
| Boulogne Metropolitans 92 | 47    |
| JL Bourg en Bresse        | 47    |
| Telenet Giants Antwerp    | 0     |

El dia 17 de setembre de 2020, el Maccabi Rishion Lezion decidí no participar en la competició a causa de dificultats logístiques i financeres a causa de la pandèmia de COVID-19 i fou substituït pel Mornar Bar de Montenegro

##### Classificació final
| Equip                      | V | D | PTS+ | PTS- | +/-  |
| -------------------------- | - | - | ---- | ---- | ---- |
| Joventut Badalona          | 8 | 2 | 849  | 783  | 66   |
| UNICS Kazan                | 6 | 4 | 827  | 797  | 30   |
| JL Bourg en Bresse         | 6 | 4 | 810  | 777  | 33   |
| Partizan NIS Belgrade      | 6 | 4 | 810  | 784  | 26   |
| Bahcesehir Koleji Istanbul | 2 | 8 | 810  | 827  | -17  |
| Umana Reyer Venezia        | 2 | 8 | 744  | 882  | -138 |

##### Evolució de la classificació
| Jornada  | 1 | 2 | 3 | 4 | 5 | 6 | 7 | 8 | 9 | 10 |
| -------- | - | - | - | - | - | - | - | - | - | -- |
| Estadi   | L | V | V | L | V | V | L | L | V | L  |
| Resultat | G | G | G | G | G | P | G | P | G | G  |
| Posició  | 3 | 1 | 1 | 1 | 1 | 1 | 1 | 1 | 1 | 1  |

- Font: Temporada 2020-2021 del Club Joventut Badalona#Competicions
- Estadi: L=Local; V=Visitant
- Resultat: G=Guanyat; P=Perdut

El fons verd a la fila Posició indica si la posició a la classificació dona accés a la següent fase

##### Partits
| 30 de setembre de 2020 | Joventut Badalona                                              | '85'–82                                         | Partizan NIS Belgrade                                       | Badalona |  |
| 20:45 (CEST) Jornada 1 | Puntuació per quart: 21–17, 19–31, 21–23, 24–11                | Puntuació per quart: 21–17, 19–31, 21–23, 24–11 | Puntuació per quart: 21–17, 19–31, 21–23, 24–11             | |  |
|                        | Pts: Ribas 18 Rebs: Brodziansky 9 Asts: Bassas 7 Val: Ribas 20 | Informe                                         | Pts: Thomas 15 Rebs: Thomas 8 Asts: Thomas 4 Val: Thomas 21 | Palau Municipal d'Esports de Badalona Espectadors: 1045 assistents Àrbitres: Robert Lottermoser, Rain Peerandi, Hugues Thepenier |  |

| 7 d'octubre de 2020    | JL Bourg en Bresse                                               | '77–84'                                         | Joventut Badalona                                       | Bourg en Bresse                                                                               |  |
| 20:45 (CEST) Jornada 2 | Puntuació per quart: 21–17, 17–25, 13–27, 26–15                  | Puntuació per quart: 21–17, 17–25, 13–27, 26–15 | Puntuació per quart: 21–17, 17–25, 13–27, 26–15         |                                                                                               |  |
|                        | Pts: Andjusic 18 Rebs: Andjusic 6 Asts: Allen 5 Val: Andjusic 23 | Informe                                         | Pts: Tomić 18 Rebs: Tomić 7 Asts: Ribas 8 Val: Tomić 22 | EKINOX Espectadors: 2670 assistents Àrbitres: Jakub Zamojski, Michele Rossi, Josip Radojkovic |  |

| 14 d'octubre de 2020   | Bahcesehir Koleji Istanbul                              | '72–91'                                         | Joventut Badalona                                                             | Istanbul                                                                                      |  |
| 18:00 (CEST) Jornada 3 | Puntuació per quart: 16–28, 24–22, 17–25, 15–16         | Puntuació per quart: 16–28, 24–22, 17–25, 15–16 | Puntuació per quart: 16–28, 24–22, 17–25, 15–16                               |                                                                                               |  |
|                        | Pts: Green 14 Rebs: Jones 6 Asts: Perez 6 Val: Green 16 | Informe                                         | Pts: Tomić 21 Rebs: Birgander 11 Asts: Dimitrijevic 8, Bassas 8 Val: Tomić 31 | Akatlar Arena Espectadors: 0 assistents Àrbitres: Saso Petek, Vasiliki Tsaroucha, Luka Kardum |  |

| 20 d'octubre de 2020   | Joventut Badalona                                                       | '92'–78                                         | Umana Reyer Venezia                                                   | Badalona |  |
| 20:45 (CEST) Jornada 4 | Puntuació per quart: 24–26, 21–19, 28–20, 19–13                         | Puntuació per quart: 24–26, 21–19, 28–20, 19–13 | Puntuació per quart: 24–26, 21–19, 28–20, 19–13                       | |  |
|                        | Pts: Brodziansky 15 Rebs: López-Arostegui 8 Asts: Tomić 5 Val: Tomić 28 | Informe                                         | Pts: Tonut 13, De Nicolao 13 Rebs: Watt 7 Asts: Tonut 5 Val: Tonut 14 | Palau Municipal d'Esports de Badalona Espectadors: 1559 assistents Àrbitres: Joseph Bissang, Sebastien Clivaz, Huseyin Celik |  |

| 28 d'octubre de 2020   | Unics Kazan                                                        | '91–93'                                                            | Joventut Badalona                                                       | Kazan                                                                                                |  |
| 17:00 (CEST) Jornada 5 | Puntuació per quart: 15–14, 19–19, 17-23, 31-26, Temps extra: 9-11 | Puntuació per quart: 15–14, 19–19, 17-23, 31-26, Temps extra: 9-11 | Puntuació per quart: 15–14, 19–19, 17-23, 31-26, Temps extra: 9-11      | |  |
|                        | Pts: Morgan 23 Rebs: Morgan 8 Asts: Canaan 23 Val: Morgan 25       | Informe                                                            | Pts: Brodziansky 20 Rebs: Birgander 9 Asts: Bassas 13 Val: Birgander 26 | Basket Hall Kazan Espectadors: 2143 assistents Àrbitres: Emin Mogulkoc, Milos Koljensic, Marko Juras |  |

| 19 de novembre de 2020 | Partizan NIS Belgrade                                                     | '78'–75                                         | Joventut Badalona                                                    | Belgrad                                                                                                |  |
| 20:30 (CEST) Jornada 6 | Puntuació per quart: 18-19, 23-14, 22-16, 15-26                           | Puntuació per quart: 18-19, 23-14, 22-16, 15-26 | Puntuació per quart: 18-19, 23-14, 22-16, 15-26                      | |  |
|                        | Pts: Gordic 16 Rebs: Thomas 5, Trifunovic 5 Asts: Gordic 4 Val: Gordic 21 | Informe                                         | Pts: Dawson 19 Rebs: Birgander 5 Asts: Bassas 11 Val: Brodziansky 20 | Stark Arena Espectadors: 0 assistents Àrbitres: Ioannis Foufis, Jurgis Laurinavicius, Stanislav Valeev |  |

| 30 de desembre de 2020 | Joventut Badalona                                                                                         | '90'–75                                         | JL Bourg en Bresse                                                 | Badalona |  |
| 20:45 (CEST) Jornada 7 | Puntuació per quart: 18-15, 28-17, 22-26, 22-17                                                           | Puntuació per quart: 18-15, 28-17, 22-26, 22-17 | Puntuació per quart: 18-15, 28-17, 22-26, 22-17                    | |  |
|                        | Pts: López-Arostegui 23 Rebs: Birgander 8 Asts: Dimitrijevic 5, Bassas 5, Tomić 5 Val: López-Arostegui 23 | Informe                                         | Pts: Danilo Andjusic 16 Rebs: Scrubb 9 Asts: Pelos 8 Val: Allen 18 | Palau Municipal d'Esports de Badalona Espectadors: 0 assistents Àrbitres: Spiros Gkontas, Eduard Udyanskyy, Sebastien Clivaz |  |

| 17 de novembre de 2020 | Joventut Badalona                                                          | '77–87'                                         | Bahcesehir Koleji Istanbul                                  | Badalona |  |
| 20:45 (CEST) Jornada 8 | Puntuació per quart: 25-25, 16-23, 12-20, 24-19                            | Puntuació per quart: 25-25, 16-23, 12-20, 24-19 | Puntuació per quart: 25-25, 16-23, 12-20, 24-19             | |  |
|                        | Pts: Morgan 17, Bassas 17 Rebs: Birgander 12 Asts: Bassas 7 Val: Bassas 24 | Informe                                         | Pts: Jones 34 Rebs: Yildizli 5 Asts: Perez 13 Val: Jones 38 | Palau Municipal d'Esports de Badalona Espectadors: 0 assistents Àrbitres: Robert Lottermoser, Hugues Thepenier, Arturas Sukys |  |

| 8 de desembre de 2020  | Umana Reyer Venice                                              | '75–89'                                         | Joventut Badalona                                                   | Venècia                                                                                             |  |
| 20:30 (CEST) Jornada 9 | Puntuació per quart: 21-24, 14-26, 18-18, 22-21                 | Puntuació per quart: 21-24, 14-26, 18-18, 22-21 | Puntuació per quart: 21-24, 14-26, 18-18, 22-21                     | |  |
|                        | Pts: Fotu 20 Rebs: Stone 9 Asts: Stone 7 Val: Stone 17, Fotu 17 | Informe                                         | Pts: Tomić 15 Rebs: Birgander 6 Asts: Ferran Bassas 6 Val: Tomić 26 | Palasport Taliercio Espectadors: 0 assistents Àrbitres: Elias Koromilas, Marko Juras, Saulius Racys |  |

| 15 de desembre de 2020  | Joventut Badalona                                                               | '84'–77                                         | UNICS Kazan                                                              | Badalona |  |
| 20:45 (CEST) Jornada 10 | Puntuació per quart: 19-18, 25-24, 20-19, 20-16                                 | Puntuació per quart: 19-18, 25-24, 20-19, 20-16 | Puntuació per quart: 19-18, 25-24, 20-19, 20-16                          | |  |
|                         | Pts: Dimitrijevic 23 Rebs: López-Arostegui 9 Asts: Ribas 3 Val: Dimitrijevic 27 | Informe                                         | Pts: Holland 20 Rebs: Wolters 5, White 5 Asts: Wolters 5 Val: Wolters 17 | Palau Municipal d'Esports de Badalona Espectadors: 0 assistents Àrbitres: Ioannnis Foufis, Mykola Ambrosov, Sebastien Clivaz |  |

#### TOP 16
La Penya com a líder del grup A quedà enquadrada en el grup E amb el 2n equip del grup B, l'Unicaja Málaga, el 3r del grup C, l'AS Monaco i el 4t del grup D, el Nanterre 92.

Els partits d'aquesta ronda es disputaren entre el 12 de gener i el 17 de març.

Amb les classificacions final les posicions de les eliminatòries varen ser decidides, l'equip amb el millor balanç de victòries i derrotes i millor bàsquet average tingué el factor camp en totes les eliminatòries.
El dia 9 de març la Penya esjugà el passi a quarts de final davant del Nanterre 92 en el pavelló Maurice Thorez a Nanterre. La Penya havia encaixat dues derrotes seguides al camp de l'AS Monaco i a casa contra l'Unicaja de Màlaga i el Nanterre 92 tenia opcions de passar de ronda si guanyava i remuntava el bàsket average que era de 5 punts a favor de la Penya gràcies a la victòria aconseguida a Badalona. Al final la Penya aconseguí segellar el passi a la següent ronda gràcies a una molt bona sortida a pista i una bona intesitat defensiva durant el tercer quart, el resultat d'aquell partit fou de 88-95.

##### Classificació final
| Equip             | V | D | PTS+ | PTS- | +/- |
| ----------------- | - | - | ---- | ---- | --- |
| AS Monaco         | 5 | 1 | 548  | 480  | 68  |
| Joventut Badalona | 4 | 2 | 523  | 523  | 0   |
| Nanterre 92       | 2 | 4 | 509  | 538  | -29 |
| Unicaja Málaga    | 1 | 5 | 493  | 532  | -39 |

##### Evolució de la classificació
| Jornada  | 1 | 2 | 3 | 4 | 5 | 6 |
| -------- | - | - | - | - | - | - |
| Estadi   | V | L | L | V | L | V |
| Resultat | G | G | G | P | P | G |
| Posició  | 2 | 2 | 1 | 2 | 2 | 2 |

- Font: Temporada 2020-2021 del Club Joventut Badalona#Competicions
- Estadi: L=Local; V=Visitant
- Resultat: G=Guanyat; P=Perdut

El fons verd a la fila Posició indica si la posició a la classificació dona accés a la següent fase

##### Partits
| 13 de gener de 2021    | Unicaja Málaga                                                                   | '86–95'                                         | Joventut Badalona                                                           | Màlaga |  |
| 20:45 (CEST) Jornada 1 | Puntuació per quart: 24-18, 25-25, 19-23, 18-29                                  | Puntuació per quart: 24-18, 25-25, 19-23, 18-29 | Puntuació per quart: 24-18, 25-25, 19-23, 18-29                             | |  |
|                        | Pts: Thompson 23 Rebs: Thompson 4, Brizuela 4 Asts: Fernández 9 Val: Thompson 24 | Informe                                         | Pts: Brodziansky 21 Rebs: Tomić 7 Asts: Dimitrijevic 7 Val: Dimitrijevic 22 | José María Martín Carpena Espectadors: 0 assistents Àrbitres: Piotr Pastusiak, Aare Halliko, Stanislav Valeev |  |

| 20 de gener de 2021    | Joventut Badalona                                                                                    | '95'–90                                         | Nanterre 92                                                    | Badalona |  |
| 20:45 (CEST) Jornada 2 | Puntuació per quart: 20-30, 27-17, 26-19, 22-24                                                      | Puntuació per quart: 20-30, 27-17, 26-19, 22-24 | Puntuació per quart: 20-30, 27-17, 26-19, 22-24                | |  |
|                        | Pts: Brodziansky 17 Rebs: López-Arostegui 6, Brodziansky 6 Asts: Dimitrijevic 8 Val: Dimitrijevic 24 | Informe                                         | Pts: Stone 26 Rebs: Kaba 6 Asts: Cordinier 3 Val: Cordinier 23 | Palau Municipal d'Esports de Badalona Espectadors: 0 assistents Àrbitres: Milivoje Jovcic, Josip Radojkovic, Artem Lavrukhin |  |

| 26 de gener de 2021    | Joventut Badalona                                                      | '79'–72                                         | AS Monaco                                                                                           | Badalona |  |
| 20:45 (CEST) Jornada 3 | Puntuació per quart: 12-16, 26-24, 23-15, 18-17                        | Puntuació per quart: 12-16, 26-24, 23-15, 18-17 | Puntuació per quart: 12-16, 26-24, 23-15, 18-17                                                     | |  |
|                        | Pts: Dimitrijevic 22 Rebs: Tomić 8 Asts: Bassas 5 Val: Dimitrijevic 23 | Informe                                         | Pts: Knight 17 Rebs: Lessort 7 Asts: Knight 7, Ndoye 2, Yeguete 2, Lessort 2, Gray 2 Val: Knight 18 | Palau Municipal d'Esports de Badalona Espectadors: 0 assistents Àrbitres: Robert Vyklicky, Mario Majkic, Vasiliki Tsaroucha |  |

| 2 de febrer de 2021    | AS Monaco                                               | '97'–82                                         | Joventut Badalona                                               | Mónaco                                                                                               |  |
| 19:00 (CEST) Jornada 4 | Puntuació per quart: 22-23, 24-22, 22-13, 29-24         | Puntuació per quart: 22-23, 24-22, 22-13, 29-24 | Puntuació per quart: 22-23, 24-22, 22-13, 29-24                 | |  |
|                        | Pts: Gray 23 Rebs: Lessort 6 Asts: Bost 11 Val: Bost 32 | Informe                                         | Pts: Dimitrijevic 15 Rebs: Morgan 5 Asts: Ribas 5 Val: Parra 17 | Stade Louis II Espectadors: 0 assistents Àrbitres: Tomislav Hordov, Ioannis Foufis, Sebastien Clivaz |  |

| 2 de març de 2021      | Joventut Badalona                                                  | '77–90'                                         | Unicaja Málaga                                                                         | Badalona |  |
| 20:45 (CEST) Jornada 5 | Puntuació per quart: 21-21, 20-19, 19-25, 17-25                    | Puntuació per quart: 21-21, 20-19, 19-25, 17-25 | Puntuació per quart: 21-21, 20-19, 19-25, 17-25                                        | |  |
|                        | Pts: Bassas 21 Rebs: Tomić 7 Asts: Ribas 4, Tomić 4 Val: Bassas 17 | Informe                                         | Pts: Fernández 22, Waczynski 22 Rebs: Fernández 6 Asts: Fernández 10 Val: Fernández 33 | Palau Municipal d'Esports de Badalona Espectadors: 0 assistents Àrbitres: Sreten Radovic, Rain Peerandi, Nick Van Den Broeck |  |

| 9 de març de 2021      | Nanterre 92                                               | '88–95'                                         | Joventut Badalona                                                 | Nanterre                                                                                                 |  |
| 20:00 (CEST) Jornada 6 | Puntuació per quart: 29-26, 16-21, 14-23, 29-25           | Puntuació per quart: 29-26, 16-21, 14-23, 29-25 | Puntuació per quart: 29-26, 16-21, 14-23, 29-25                   | |  |
|                        | Pts: Reed 27 Rebs: Stone 6 Asts: Cordinier 7 Val: Reed 26 | Informe                                         | Pts: Tomić 18 Rebs: López-Arostegui 7 Asts: Ribas 6 Val: Ribas 27 | Maurice Thorez Espectadors: 0 assistents Àrbitres: Christos Christodolou, Aare Halliko, Josip Radojkovic |  |

#### Eliminatòries
La Penya quedant segona del grup E es classificà per les eliminatòries de la fase final de l'Eurocup. Quedà emparellada com a visitant amb la Virtus Segafredo Bologna.

##### Partits
| 23 de març de 2021                     | Virtus Segafredo Bologna                                               | '80'–75                                         | Joventut Badalona                                                                       | Bolònia                                                                                        |  |
| 20:45 (CEST) Quarts de final 1r Partit | Puntuació per quart: 20-22, 21-22, 22-19, 17-12                        | Puntuació per quart: 20-22, 21-22, 22-19, 17-12 | Puntuació per quart: 20-22, 21-22, 22-19, 17-12                                         |                                                                                                |  |
|                                        | Pts: Belinelli 24 Rebs: Teodosic 5 Asts: Teodosic 10 Val: Belinelli 27 | Informe                                         | Pts: López-Arostegui 20 Rebs: López-Arostegui 6, Morgan 6 Asts: Bassas 8 Val: Bassas 19 | Paladozza Espectadors: 0 assistents Àrbitres: Milivoje Jovcic, Spiros Gkontas, Mykola Ambrosov |  |

| 26 de març de 2021                     | Joventut Badalona                                                   | '78–84'                                         | Virtus Segafredo Bologna                                                          | Badalona |  |
| 19:00 (CEST) Quarts de final 2n Partit | Puntuació per quart: 14-19, 17-24, 23-21, 24-20                     | Puntuació per quart: 14-19, 17-24, 23-21, 24-20 | Puntuació per quart: 14-19, 17-24, 23-21, 24-20                                   | |  |
|                                        | Pts: Bassas 26 Rebs: Tomić 8 Asts: Ribas 5, Bassas 5 Val: Bassas 32 | Informe                                         | Pts: Hunter 18, Weems 18 Rebs: Hunter 5, Gamble 5 Asts: Markovic 8 Val: Hunter 16 | Palau Municipal d'Esports de Badalona Espectadors: 0 assistents Àrbitres: Damir Javor, Tomasz Trawicki, Hugues Thepenier |  |

### Copa del Rei
La Penya quedà automàticament classificada el dia 2 de gener gràcies a la derrota del MoraBanc Andorra al camp del TD Systems Baskonia.

Fou el 6è equip en fer-ho i la cita nº 27 per l'entitat verd-i-negra que l'any anterior no aconseguí el bitllet per la cita de Màlaga 2020.

El balanç el dia de la classificació era de 10 victòries i 6 derrotes a l'espera de disputar 2 partits per tancar la primera volta contra el Valencia Basket i el Herbalife Gran Canaria.
La Copa es jugà entre els dies 11 i 14 de febrer a Madrid i en aquesta edició es canviaren els criteris d'accés a causa de la pandèmia de COVID-19, entre els clubs s'acordà que per decidir els criteris de participació es tindria en compte el percentatge de victòries dels partits jugats abans del 10 de gener de 2021.
El sorteig es realitzà el dilluns 18 de gener i Sitapha Savané tragué el nom de la Penya emparellant-lo amb el TD Systems Baskonia en la eliminatòria D. El partit es disputà el divendres 12 de febrer a les 18:30.
Per la mateixa banda del quadre, en la eliminatòria C, es varen veure les cares el Barça i l'Unicaja Málaga. A l'altre banda del quadre, els partits que es jugaren dijous, la configuració va ser la següent, Iberostar Tenerife contra Hereda San Pablo Burgos i Real Madrid contra Valencia Basket.

#### Quadre
|  | Quarts de final         | Quarts de final |                     |     | Semifinals | Semifinals |  |  | Final | Final |
|  |                         |                 |                     |     |            |            |  |  |       |       |
|  | 11 de febrer            |                 |                     |     |            |            |  |  |       |       |
|  |                         |                 |                     |     |            |            |  |  |       |       |
|  | Lenovo Tenerife         | 87              |                     |     |            |            |  |  |       |       |
|  | Lenovo Tenerife         | 87              | 13 de febrer        |     |            |            |  |  |       |       |
|  | Hereda San Pablo Burgos | 76              |                     |     |            |            |  |  |       |       |
|  | Hereda San Pablo Burgos | 76              | Lenovo Tenerife     | 79  |            |            |  |  |       |       |
|  |                         |                 | Lenovo Tenerife     | 79  |            |            |  |  |       |       |
|  |                         | Real Madrid     | 85                  |     |            |            |  |  |       |       |
|  | Real Madrid             | Real Madrid     | 85                  | 85  |            |            |  |  |       |       |
|  | Real Madrid             |                 | 14 de febrer        | 85  |            |            |  |  |       |       |
|  | Valencia Basket         | 74              |                     |     |            |            |  |  |       |       |
|  | Valencia Basket         | 74              | Real Madrid         | 73  |            |            |  |  |       |       |
|  | 12 de febrer            |                 | Real Madrid         | 73  |            |            |  |  |       |       |
|  |                         | Barça           | 88                  |     |            |            |  |  |       |       |
|  | TD Systems Baskonia     | Barça           | 88                  | 96  |            |            |  |  |       |       |
|  | TD Systems Baskonia     |                 |                     | 96  |            |            |  |  |       |       |
|  | Joventut Badalona       | 87              |                     |     |            |            |  |  |       |       |
|  | Joventut Badalona       | 87              | TD Systems Baskonia | 68  |            |            |  |  |       |       |
|  |                         |                 | TD Systems Baskonia | 68  |            |            |  |  |       |       |
|  |                         | Barça           | 77                  |     |            |            |  |  |       |       |
|  | Barça                   | Barça           | 77                  | 103 |            |            |  |  |       |       |
|  | Barça                   |                 |                     | 103 |            |            |  |  |       |       |
|  | Unicaja Màlaga          | 93              |                     |     |            |            |  |  |       |       |
|  | Unicaja Màlaga          | 93              |                     |     |            |            |  |  |       |       |

#### Partits
| 12 de febrer de 2021         | TD Systems Baskonia                                                             | '96'–87                                         | Joventut Badalona                                               | Madrid |  |
| 18:30 (CEST) Quarts de final | Puntuació per quart: 28-17, 27-30, 23-21, 18-19                                 | Puntuació per quart: 28-17, 27-30, 23-21, 18-19 | Puntuació per quart: 28-17, 27-30, 23-21, 18-19                 | |  |
|                              | Pts: Giedraitis 19, Polonara 19 Rebs: Polonara 7 Asts: Henry 8 Val: Polonara 30 | Informe                                         | Pts: Brodziansky 18 Rebs: Tomić 11 Asts: Bassas 7 Val: Tomić 19 | WiZink Center Espectadors: 0 assistents Àrbitres: Carlos Peruga, Antonio Conde, Jorge Martínez, Juan de Dios Oyón |  |